# دان غوثير
دان غوثير (بالإنجليزية: Dan Gauthier)‏ (و. 1963 – م) هو ممثل، وممثل تلفزيوني، من الولايات المتحدة الأمريكية، ولد في برينفيلي، أوريغون.

## وصلات خارجية
- دان غوثير على موقع IMDb (الإنجليزية)
- دان غوثير على موقع ألو سيني (الفرنسية)
- دان غوثير على موقع أول موفي (الإنجليزية)
- دان غوثير على موقع قاعدة بيانات الأفلام السويدية (السويدية)
- دان غوثير على موقع إن إن دي بي (الإنجليزية)
- دان غوثير على موقع قاعدة بيانات الفيلم (الإنجليزية)
- دان غوثير على موقع كينوبويسك (الروسية)